# 구한나
구한나(본명: 구정복, 1966년 ~ )는 대한민국의 가수이다.

## 학력
- 안양예술고등학교 음악과
- 성화대학교 실용음악과

## 음반
- 1985년 동백섬 그 사람
- 1986년 구하나 음성공양 찬불가
- 1989년 사랑은 유혹
- 1991년 제1항구
- 1992년 여자만 울었네
- 1992년 구하나 골든앨범
- 2008년 당신밖에
- 2013년 내편인 사람
- 2016년 메밀꽃 사랑 / 그대 뿐이야 / 내편인 사람
- 2018년 열두구비 인생